# Rocío Dúrcal
María de los Ángeles de Las Heras Ortiz (Madrid, 4 de outubro de 1944 — Torrelodones, Madrid, 25 de março de 2006), mais conhecida como Rocío Dúrcal, foi uma famosa atriz e cantora espanhola, que fez carreira no México e ficou conhecida como a espanhola mais mexicana. Pertenceu à mesma geração de artistas infantis espanhóis à qual pertencem  Marisol (Pepa Flores), Joselito, Pablito Calvo

## Vida pessoal
Em 1965, durante as filmagens de Más bonita que nada, Rocío Dúrcal conheceu o grupo Los Brincos, que se encarregou de compor algumas canções para este filme, estabelecendo uma amizade especial com dois de seus integrantes, Juan Pardo e Antonio Morales Junior (1943-2014), que logo depois se separaram do grupo e formaram a dupla Juan e Junior. Depois de anos de amizade, Rocío se apaixona por este último em 1969 e após nove meses de namoro, eles se casam no mosteiro de El Escorial.
Onze meses depois, nasceu sua primeira filha chamada Carmen María Guadalupe. Rejeita contratos para cuidar da filha, mas retoma a carreira cinematográfica e participa de produções teatrais. Em 1972, Antonio Morales iniciou uma série de programas de televisão cantando duetos com sua esposa tanto na Espanha quanto na América Latina, formando assim a dupla de curta duração Unisex. Morales decide após o nascimento de seu segundo filho em abril de 1974 (Antonio Fernando) desistir de sua carreira para se dedicar aos filhos. Dúrcal continua sua carreira no cinema, mas deixa o meio de gravação por cinco anos. Em 1979 nasceu sua terceira filha Shaila de los Ángeles Morales, que assumiu a carreira de cantora com o nome artístico deShaila Durcal.
Em fevereiro de 1975, ela foi presa junto com outros atores, como Tina Sainz, e multada em 200.000 pesetas, por fazer parte de um piquete que incentivou a greve que os artistas estavam realizando em Madri.

## Doença e morte
Em 2001, após a gravação de seu álbum "Entre tangos y mariachis", ela foi diagnosticada com câncer uterino. Dúrcal cancelou suas turnês enquanto passava por tratamentos médicos. Em 2003, da Espanha, colaborou com o cantor mexicano Julio Preciado fazendo um dueto para a música "Si nos dejan", incluída em seu álbum "Que me siga la tambora". Antes de gravar seu último álbum em 2004, um exame mais aprofundado revelou que o câncer havia se espalhado para os pulmões. A artista voltou a fazer quimioterapia. No entanto, ele cumpriu o compromisso de gravar o álbum Alma Ranchera, como uma homenagem à música desse gênero, mas devido ao seu tratamento, não houve turnê para promovê-lo.
A artista faleceu em 25 de março de 2006, aos 61 anos, em sua casa em Torrelodones, a 25 km da cidade de Madri, passando seus últimos dias na companhia de sua família. Seu corpo foi transferido para o cemitério de La Paz, em Alcobendas, Madri, onde compareceram admiradores e amigos da cantora. Uma das manifestações mais emocionantes foi quando o Mariachi Real de Jalisco, residente na Espanha, se despediu de Dúrcal com a música Las Golondrinas apresentada no Parque do Cemitério de La Paz. No dia seguinte à sua morte, seu corpo foi cremado, a pedido de sua família. Mais tarde parte de suas cinzas foram distribuídas entre a Espanha, em sua casa em Torrelodones, e México, onde repousam na Basílica de Guadalupe.

## Discografia
| Ano  | Título                                                              | Gravadora                  |
| 1962 | Las Películas De Rocío Dúrcal                                       | Philips-Phonogram (España) |
| 1963 | Trébole                                                             | Philips-Phonogram (España) |
| 1964 | Tengo 17 Años                                                       | Philips-Phonogram (España) |
| 1964 | Villancicos De Rocío                                                | Philips-Phonogram (España) |
| 1965 | Más Bonita Que Ninguna                                              | Philips-Phonogram (España) |
| 1966 | Acompáñame                                                          | Philips-Phonogram (España) |
| 1966 | Buenos Días, Condesita                                              | Philips-Phonogram (España) |
| 1967 | Amor En El Aire                                                     | Philips-Phonogram (España) |
| 1968 | Cristina Guzmán                                                     | Philips-Phonogram (España) |
| 1970 | Las Leandras                                                        | Philips-Phonogram (España) |
| 1972 | La Novicia Soñadora (La Novicia Rebelde)                            | Philips-Phonogram (España) |
| 1977 | Una Vez Más                                                         | Ariola Eurodisc (España)   |
| 1977 | Rocío Dúrcal Canta A Juan Gabriel                                   | Ariola Eurodisc (España)   |
| 1978 | Rocío Dúrcal Canta A Juan Gabriel Volumen 2                         | Ariola Eurodisc (España)   |
| 1979 | Rocío Dúrcal Canta A Juan Gabriel Volumen 3                         | Ariola Eurodisc (España)   |
| 1980 | Rocío Dúrcal Canta Con Mariachi Volumen 4                           | Ariola Eurodisc (España)   |
| 1981 | Cuando Decidas Volver (Rocío Dúrcal Canta A Juan Gabriel Volumen 5) | Ariola Eurodisc (España)   |
| 1981 | La Gata (Confidencias)                                              | Ariola Eurodisc (España)   |
| 1983 | Entre Tú Y Yo                                                       | Ariola Eurodisc (España)   |
| 1984 | Jardín De Rosas (Canta A Juan Gabriel Volumen 6)                    | Ariola Eurodisc (España)   |
| 1985 | Boleros (Canta Lo Romántico De Juan Gabriel)                        | Ariola Eurodisc (España)   |
| 1986 | Siempre                                                             | Ariola Eurodisc (España)   |
| 1987 | Rocío Dúrcal (Canta 11 Grandes Éxitos De Juan Gabriel)              | Ariola Eurodisc (España)   |
| 1988 | Como Tu Mujer                                                       | Ariola Eurodisc (España)   |
| 1990 | Si Te Pudiera Mentir                                                | Ariola Eurodisc (España)   |
| 1992 | El Concierto... En Vivo                                             | Ariola Eurodisc (España)   |
| 1993 | Desaires                                                            | Ariola Eurodisc (España)   |
| 1995 | Hay Amores Y Amores                                                 | Ariola Eurodisc (España)   |
| 1997 | Juntos Otra Vez (Con Juan Gabriel)                                  | BMG (México)               |
| 1999 | Para Toda La Vida                                                   | BMG (México)               |
| 2000 | Caricias                                                            | BMG (México)               |
| 2001 | Entre Tangos Y Mariachi                                             | BMG (México)               |
| 2002 | En Concierto... Inolvidable                                         | BMG (México)               |
| 2003 | Caramelito                                                          | BMG (México)               |
| 2004 | Alma Ranchera                                                       | BMG (México)               |

## Filmografia
- Canción de juventud, de Luis Lucia Mingarro (1962)
- Rocío de La Mancha, de Luis Lucia Mingarro (1963)
- Tengo 17 años, de José María Forqué (1964)
- La chica del trébol, de Sergio Grieco (1964)
- Más bonita que ninguna, de Luis César Amadori (1965)
- Acompáñame, de Luis César Amadori (1966)
- Buenos días, condesita, de Luis César Amadori (1967)
- Amor en el aire, de Luis César Amadori (1967)
- Cristina Guzmán, de Luis César Amadori (1968)
- Las Leandras, de Eugenio Martín (1969)
- La novicia soñadora ou La novicia rebelde, de Luis Lucia Mingarro (1971)
- Marianela, de Angelino Fons (1972)
- Díselo con flores, de Pierre Grimblat (1974)
- Me siento extraña, de Enrique Martí Maqueda (1977)

## Séries
- La Sierpe del Nilo (década de 70)
- Los Negocios de mamá (1997)

## Prêmios
É artista feminina espanhola mais premiada.